# Stichting Nederlandse Dialecten
De Stichting Nederlandse Dialecten is een Nederlands-Vlaams instituut dat een wetenschappelijk onderbouwd streektaalbeleid nastreeft. De SND is opgericht in 1990. Het is een samenwerkingsverband van onderzoekers aan Nederlandse en Vlaamse universiteiten en wetenschappelijke instellingen, die zich bezig houden met dialectonderzoek. Het is ondergebracht bij Instituut voor de Nederlandse Taal.
De stichting organiseert conferenties zoals de Dialectendag, en verzorgt publicaties. In 2003 stelde de stichting een manifest op waarin ze zorgen uit over het onderzoek van dialecten en zond dit naar politici op provinciaal en landelijk niveau.